# Warren Peace
Warren Peace, de son vrai nom Geoffrey Alexander MacCormack, est un chanteur britannique ayant fréquenté l'entourage de David Bowie dans les années 1970.

## Biographie
Geoff MacCormack et David Bowie deviennent amis dans les années 1950, durant leur scolarité commune dans le quartier londonien de Bromley. En 1973, Bowie demande à MacCormack de participer comme choriste aux dernières dates de la tournée Ziggy Stardust Tour en Amérique du Nord, puis en Asie et en Europe. MacCormack participe également à l'enregistrement de l'album Aladdin Sane, sorti la même année.
MacCormack est également présent lors du Diamond Dogs Tour (1974) et participe à tous les albums de Bowie jusqu'à Station to Station (1976). Sous son pseudonyme de Warren Peace, il coécrit la chanson Rock 'n' Roll with Me sur l'album Diamond Dogs, ainsi que Turn Blue sur l'album d'Iggy Pop Lust for Life (1977).
MacCormack fait également partie des Astronettes, un trio vocal que Bowie tente de monter en 1973 avec Jason Guess et Ava Cherry (la petite amie de Bowie à l'époque). Les chansons enregistrées par les Astronettes sont publiées en 1995 sur l'album People from Bad Homes.
En 2007, MacCormack publie un livre de souvenirs illustré de la période passée sur les routes avec Bowie, From Station to Station: Travels with Bowie 1973-76.

## Discographie
- 1973 : Aladdin Sane (chœurs)
- 1973 : Pin Ups (chœurs)
- 1974 : Diamond Dogs (coécriture de Rock 'n' Roll with Me)
- 1974 : David Live (chœurs)
- 1975 : Young Americans (chœurs sur Right)
- 1976 : Station to Station (chœurs)
- 1977 : Lust for Life (coécriture de Turn Blue)
- 1983 : Ziggy Stardust: The Motion Picture (chœurs, percussions)
- 1995 : People from Bad Homes (chant)
- 2000 : Bowie at the Beeb (chœurs)